# Войцех Кшемінський
Войцех Кшемінський (20 травня 1933, Варшава — 5 серпня 2017) — польський астроном, почесний професор Астрономічного центру Миколая Коперника та обсерваторії Інституту Карнегі.

## Біографія

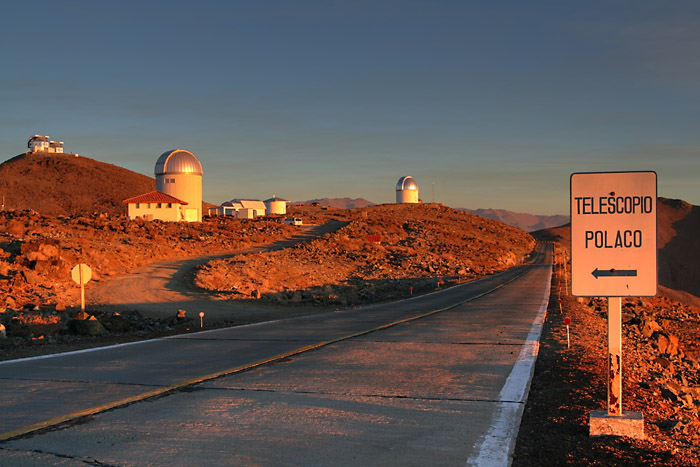
Обсерваторія Лас-Кампанас в Чилі з вказівником на «польські телескопи», побудовані за активної участі Войцеха Кшемінського

Войцех Кшемінський був учнем професорів Стефана Пйотровського та Влодзімежа Зонна. На початку 1960-х років він практикував в Лікській і Ловеллівській обсерваторіях у Сполучених Штатах, а наприкінці 1960-х був стипендіатом Інституту Карнегі. У 1973 році поїхав до обсерваторії Лас-Кампанас у Чилі, яка належить цій установі. У 1970-х роках він активно співпрацював з професорами Богданом Пачинським та Юзефом Смаком у будівництві Астрономічного центру Миколая Коперника у Варшаві. У 1980-х роках йому запропонували посаду «постійного адміністратора-астронома» — менеджера обсерваторії Лас-Кампанас, яку він обіймав 16 років. Багато років він жив у місті Ла-Серена в Чилі на березі Тихого океану. У 2011 році повернувся до Польщі та жив у Варшаві. Брав участь у наукових програмах і спостерігав зорі.

## Академічні досягнення
Войцех Кшемінський був одним із перших спостерігачів, хто довів подвійну природу катаклізмичних змінних зір у 1960-х роках. Разом з Юзефом Смаком вони припустили, що в цих об'єктах відбувається процес акреції матерії, і правильно інтерпретували їхні криві блиску як такі, що походять від акреційного диска, на який потрапляє вузький потік матерії, що витікає через внутрішню точку Лагранжа з менш масивного компонента системи.
Також у 1960-х роках, виконуючи точні вимірювання яскравості карликової нової зорі U Близнят, 4 грудня 1961 року він виявив чіткі затемнення U Близнят з періодом 4 години 14 хвилин і 45 секунд, вперше переконливо довівши, що зоря є подвійною.
Оригінальна модель Кшемінського інтерпретувала спостережувану криву блиску як наслідок нерівномірно сяючої поверхні білого карлика, на яку вдарив струмінь матеріалу, витягнутий із компаньйона. Однак незабаром виявилося, що у випадку U Близнят затьмарюється не білий карлик. Правильну модель системи представив Юзеф Смак, який розглянув так звану гарячу точку акреційного диска — місце, де потік матеріалу, що перетікає від зорі, стикається з диском. Саме поява гарячої точки з-за диска та її затемнення вторинним компонентом відповідало за незвичайний вигляд кривої блиску U Близнят.
У 1964 році Кшемінський і Роберт Крафт виявили, що зоря WZ Стріли (WZ Sge) є катастрофічною карликовою новою з орбітальним періодом 1 година 22 хвилини. Ця система цікава тим, що вона вибухає кожні 11 000 днів, збільшуючи свою яскравість більш ніж у тисячу разів. Цей спалах, швидше за все, викликаний нестабільністю акреційного диска, який періодично змушує набагато більшу «порцію» матеріалу падати на поверхню білого карлика.
Кшемінський також виявив оптичний компаньйон рентгенівського пульсара Центавр X-3. Тепер цю зорю на його честь називають «зорею Кшемінського».
Він також був одним із перших астрономів, який правильно витлумачив природу полярів.

## Членство в організаціях
Він був багаторічним членом Польського астрономічного товариства, зокрема секретарем правління у 1951—1961 роках.